# Генрі Саломаа
Генрі Валентин Саломаа (фін. Henri Valentin Salomaa, нар. 14 лютого 2003, Гельсінкі, Фінляндія) — фінський футболіст, вінгер італійського клубу «Лечче».
На правах оренди грає в клубі «Казертана».

## Ігрова кар'єра

### Клубна
Генрі Саломаа народився у Гельсінкі і є вихованцем клубної академії столичного ГІКа. З 2020 року футболіста було внесено до заявки першої команди і сезон грав у дублюючому складі «Клубі 04» в лізі Какконен.
Влітку 2021 року футболіст перейшов до італійського «Лечче» і перший час грав за молодіжну клубну команду в турнірі Прімавера. В січні 2024 року Саломаа був відправлений в оренду в клуб Серії В «Лекко», де грав до кінця сезону.
«Лекко» не скористався опцією викупу контракту гравця і після закінчення терміну оренди Саломаа повернувся до «Лечче». І в серпні 2024 року знову був відправлений в оренду. До кінця сезону в клуб Серії С «Казертана».

### Збірна
З 2018 року Генрі Саломаа захищає кольори юнацьких та молодіжної збірної Фінляндії.

## Титули
Лечче
- Переможець Прімавери: 2023[3]